# Honda Legend

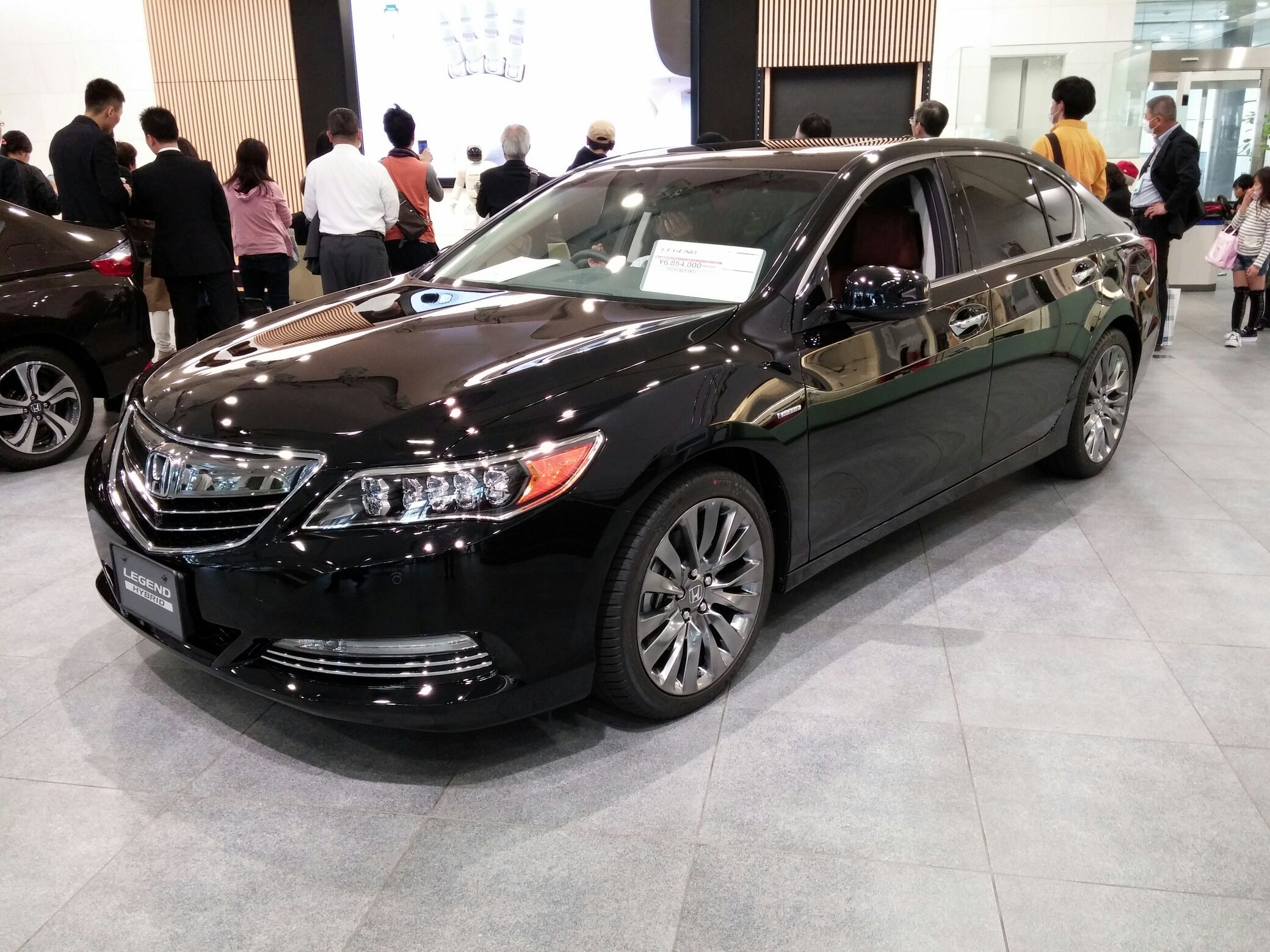
Honda Legend (5. generace)

Honda Legend je sedan vyšší třídy, vyráběný automobilkou Honda. Poprvé byl uveden na trh v roce 1985. Celkem existuje pět generací vozu Honda Legend.

## První generace
Aby rozšířila svůj úspěch na severoamerickém trhu, zahájila Honda v říjnu 1985 výrobu plnocenného modelu sedanu business třídy Legend, a rozhodla se tím přímo konkurovat značkám BMW a Mercedes-Benz, což bylo ještě na konci 70. let naprosto nepředstavitelné.
V únoru 1987 bylo představeno čtyřmístné kupé, jehož prodej v USA byl organizován prostřednictvím nové distribuční sítě luxusní značky Acura, vlastněné firmou Honda.
Legend byl původně vybaven benzínovým 2litrovým motorem V6 o výkonu 145 koňských sil, ale protože to zákazníkům nestačilo, šla do prodeje od září 1987 verze s 2,7litrovým šestiválcovým motorem tvaru V o výkonu 180 koňských sil s točivým momentem s maximální hodnotou 226 Nm/4500 min. Za velmi dynamické zrychlení (100 km/h za 8,9 sec.) zaplatil vůz vysokou spotřebou pohonných hmot, která při jízdě ve městě (s automatickou převodovkou), může dosahovat až 15-16 litrů na 100 kilometrů, zatímco při rychlosti 90 až 120 km / h zůstává spotřeba benzínu v rozmezí 9-11 litrů na 100 km.

## Druhá generace
Model Legend byl vyvinut společností Honda především s cílem proniknout na perspektivní a prestižní severoamerický trh. Tohoto cíle bylo dosaženo, ale postupem času začal trh vyžadovat změnu „statusu“ tohoto vozu. 
Proto byla v roce 1990 uvedena na trh druhá generace vozu z rodiny Legend. Délka vozu byla téměř 5 metrů, což mu dodávalo mnohem solidnější vzhled, než jeho předchůdci, který byl právem vnímán jako lehká váha. Aby vyhověl požadavkům trhu, změnil výrobce změnil nejen rozměry a vnější design, ale také provedl změny ke zlepšení kvality jízdy. Motorem zůstal stejně jako předtím šestiválec ve tvaru písmene V, ale jeho pracovní objem se zvýšil na 3,2 litru. Výkon dosahoval 205 koňských sil, což bylo pro takový automobil více než dostatečné. Druhá generace se vyráběla také s karoserií typu kupé.
Druhá generace se na základě licence, vydané Daewoo Motor, vyráběla od roku 1993 do roku 2000 také pod názvem Daewoo Arcadia.

## Třetí generace
Třetí generace Legenda se začala vyrábět v roce 1996.

## Čtvrtá generace
Čtvrtá generace vozu Legend byla představena 7. října 2004. Díky nejnovějším technologiím v kombinaci s inovativními systémy, které zajišťují komfort a bezpečnost, zaujímá nová Honda Legend právem místo v předních řadách luxusních čtyřdveřových sedanů. Věrna své sportovní tradici, nabízí Honda ve svém novém modelu Premium komfortní interiér se sportovními prvky.
Model je standardně vybaven 6válcovým motorem ve tvaru písmene V o obsahu 3,5 l (3471 ccm) a výkonu 295 koňských sil, je vybaven systémem VTEC.